# James Mott (Politiker)
James Mott (* 18. Januar 1739 bei Middletown, Province of New Jersey; † 18. Oktober 1823 ebenda) war ein US-amerikanischer Politiker. Zwischen 1801 und 1805 vertrat er den Bundesstaat New Jersey im US-Repräsentantenhaus.

## Werdegang
James Mott wuchs während der britischen Kolonialzeit auf und genoss eine private Schulausbildung. Zu Beginn der amerikanischen Revolution schloss er sich dieser Bewegung an. Im Jahr 1775 wurde er Hauptmann im zweiten Regiment der Staatsmiliz von New Jersey. Gleichzeitig schlug er eine politische Laufbahn ein. Zwischen 1776 und 1779 gehörte er der New Jersey General Assembly an; von 1783 bis 1799 war er Finanzminister (Treasurer) des Staates New Jersey. Ende der 1790er Jahre wurde er Mitglied der von Thomas Jefferson gegründeten Demokratisch-Republikanischen Partei.
Bei den Kongresswahlen des Jahres 1800 wurde Mott für den vierten Sitz von New Jersey in das US-Repräsentantenhaus in Washington, D.C. gewählt, wo er am 4. März 1801 die Nachfolge von James Henderson Imlay antrat. Nach einer Wiederwahl konnte er bis zum 3. März 1805 zwei Legislaturperioden im Kongress absolvieren. In diese Zeit fiel der von Präsident Jefferson im Jahr 1803 getätigte Louisiana Purchase, durch den das Staatsgebiet der Vereinigten Staaten beträchtlich erweitert wurde. Im Jahr 1804 wurde der zwölfte Verfassungszusatz ratifiziert.
Nach dem Ende seiner Zeit im US-Repräsentantenhaus zog sich James Mott aus der Politik zurück. Er starb am 18. Oktober 1823 auf seiner Farm nahe Middletown, wo er auch beigesetzt wurde.